# Cederroth
Cederroth International AB, grundat 1895, är ett svenskt företag som tillverkar och marknadsför hygien-, hälso- och första hjälpen-produkter. Kända produkter och varumärken som kommit från Cederroth är Stomatol, Samarin, Svinto, Grumme, Pharbio, Allévo, HTH och Salvequick. Cederroths huvudkontor ligger sedan 1973 i Upplands Väsby strax norr om Stockholm.

## Företaget
Cederroth International AB har totalt cirka 900 anställda med Europa som marknad (läst 2013). Det finns sex dotterbolag som tillsammans representerar företaget i och utanför Sverige. Nuvarande VD (2013) är Mikael Nordin (f. 1958). Styrelseordförande är Conny Karlsson (f. 1955).. Företaget har produktionsanläggningar i Sverige, Polen, Danmark och Spanien.

## Historik

### Grundandet
Cederroths Tekniska Fabrik grundades år 1895 i Gävle av den då 21-årige Christian Cederroth. Den första produkten var ett slags maltkaffe som fick namnet St. Bravo. Christian Cederroth skötte i början det mesta gällande tillverkning och försäljning själv, men hade en del hjälp av sin mor och sin halvsyster. Åren 1898–1899 huserade verksamheten i hyrda lokaler på Södra Fiskargatan i Gävle. Men Christian Cederroth hade svårt att få företaget att fungera, skulderna växte och år 1901 gick företaget i konkurs.
Ett år efter konkursen startade Christian Cederroth verksamheten på nytt. En lokal hyrdes och nästa produkt började ta form, från början kallad American Iron Extract. Produkten kom ursprungligen från Bröderna Pfeiffer & Co i New York, USA, och fick av Christian Cederroth namnet Amerikanskt Jernextrakt Samarin. Tillverkningen påbörjades och varje paket såldes för 2 kronor och 80 öre. Priset gav tillräckligt med vinst för att kunna satsa pengar på reklam för produkten. ”Helsa och krafter åt alla” löd en reklamtext från år 1903.
Med tiden utökades sortimentet till att innehålla bland annat tvål, skokräm och bläck. Samtidigt började försäljningen av Amerikanskt Jernextrakt Samarin att avta, något som löstes genom att lansera varan i en mindre förpackning och sänka priset från 2,80 kronor till 75 öre. Förpackningen pryddes av den amerikanska flaggan. Omsättningen ökade och företaget fick nyanställa för att klara av utvecklingen. 1908 öppnades den första affären, Cederroths Fabriksbod, på Västerlånggatan i Stockholm. Varorna skickades i vagnar till butiken från fabriken i Gävle. I butiken såldes hela sortimentet, som nu även omfattade bland annat parfym, skäggpomada, liniment och desinfektionsmedel. Fortfarande var det Amerikanskt Jernextrakt Samarin som sålde bäst. Bara ett år efter butikens öppnande flyttade även fabriken till Stockholm och hyrde in sig i lokaler på Vikingagatan. Gävle var därmed ett avslutat kapitel.

### Samarin blir ensam produkt
År 1923 föddes produkten som under lång tid kom att förändra Cederroths sortiment. Christian Cederroth hade experimenterat med ett fruktsalt och fått fram det som skulle få namnet Samarin, en utveckling av föregångaren Amerikanskt Jernextrakt Samarin. Han satsade stora summor på att göra reklam för den nya produkten och på bara några år blev den så stor att det övriga sortimentet lades ner. Från och med nu skulle Cederroths Tekniska Fabrik tillverka och sälja enbart Samarin. Ett rykte, som återges i ett nummer av personaltidningen "Vi Cederrötter" från 1970, gör gällande att Christian Cederroth sänkte alla varor ur det tidigare sortimentet i Trälhavet vid lanseringen av Samarin.

### Kriget leder till plåsterlansering
Christian Cederroth ledde företaget fram till sin död år 1937, då sonen Sture Cederroth tog över. Vid den tiden låg kontoret på Karlbergsvägen och fabriken på Luntmakargatan. På fabriken skedde allt arbete för hand, från tillverkning till paketering och etikettering. Några maskiner fanns ännu inte. Andra världskriget medförde svårigheter att importera nödvändiga råvaror för produktionen, men Cederroths hade lager som gjorde att man kunde möta efterfrågan på Samarin trots den sjunkande produktionstakten. Kriget lärde ändå företagsledningen att flera produkter vore önskvärda för att slippa förlita sig på en enda. Ett av valen föll på att börja tillverka plåster. Dels fanns det få aktörer på marknaden, dels kunde plåster räknas som krigsförnödenhet vilket skulle underlätta tillverkning och import av material under krigstider. I Schweiz fick företaget kontakt med plåstertillverkaren Isoplast och snart slöts ett avtal om maskininköp och recept på plåster. Senare skulle det visa sig att Isoplast endast hållit den första delen av överenskommelsen; maskinerna levererades men recepten uteblev eller var bristfälliga. Cederroth fick alltså tillverka sina egna recept och den första tiden gick därmed åt till mycket experimenterande. Samarbetet med Isoplast upphörde snabbt, men Cederroths plåstertillverkning startade 1947. Det första plåstret fick namnet Salveplast. Till en början levererades plåstren i rullar som man fick klippa själv, men 1953 introducerades Salvekvick – ett mindre förband som var skuret från början och gick fort att applicera.

### Utlandssatsningar under 1960-talet
Mot 1960-talet utökades sortimentet till att omfatta tejp (Salvefix och senare Sajp), våtservetter (Savett) samt vidareutveckling av äldre produkter som Samarin. Samtidigt inleddes en stor utlandssatsning. Ett dotterbolag till Cederroth bildades i Finland 1955 och några år senare bildades Cederroth A/S i Danmark och Norge. Företaget expanderade även utanför Norden genom etableringar i länder som Spanien, Holland, Brasilien och Japan. De flesta utlandssatsningar gick bra, men när man 1961 var i färd med att öppna en anläggning i Indien höll det på att sluta illa. En förfrågan hade kommit från industrifamiljen Savitri Pratap Sing i Calcutta om att tillsammans starta en plåster- och tejpfabrik i Indien. Diskussioner inleddes mellan Cederroth och Singh, som bedyrade projektets potential och lyckades övertala Cederroths ledning att genomföra satsningen. Senare bildades Cederroth India Ltd, där Cederroth ägde 51 % av aktierna och Savitri Pratap Singh 49 %. En fabrik började byggas, bekostad av Sing, och allt verkade klart för ett samarbete. Då kom resultaten från Cederroths egna marknadsundersökningar, som tydligt visade att de siffror som Singh målat upp var överdrivna. Affären skulle inneburit stora förluster för Cederroth och man valde därför att dra sig ur, något som meddelades på Singhs styrelsemöte i juni 1965.
1961 flyttade också det svenska huvudkontoret från centrala Stockholm till förorten Vällingby, där den nyligen utbyggda tunnelbanan utgjorde en viktig kommunikation för de anställda. Företaget satsade också större resurser på reklam och producerade en rad populära reklamfilmer. Många gjordes i samarbete med regissören Alvar Ericsson, bland annat filmerna om dockorna Patrik och Putrik och Familjen Fummel.

### Expansionen fortsätter
1975 lämnade Sture Cederroth över företaget till sin son Christer, två år efter flytten till det nuvarande huvudkontoret i Upplands Väsby. I början av 1980-talet slogs Nordens alla Cederrothföretag ihop och bildade Cederroth Nordic AB, som 1984 börsnoterades. Verksamheten riktades mer åt naturläkemedel och hälsokost, med produkter som mineralsaltet Seltin i spetsen. 1991 köptes aktiemajoriteten i Cederroth Nordic AB av amerikanska Alberto-Culver Company och namnet ändrades till Cederroth International. När Mölnlycke Toiletries förvärvades 1995 tillkom också produkter som Grumme såpa, Bliw tvål, Svinto stålull och Family Fresh duschtvål till sortimentet. Expansionen fortsätter under 2000-talet, inte minst österut, genom köp av företagen Soraya i Polen och Paramedical i Danmark.

## Personalengagemang
1954 skickades det första numret av personaltidningen "Vi Cederrötter" ut till företagets anställda. Tidningen innehöll information om verksamheten och började alltid med en kort text från VD:n. Huvudfokus låg på de anställda, de s.k. "Cederrötterna", och innehöll intervjuer, anekdoter och allmän information. Inte minst den årliga Luciafesten ägnades stor uppmärksamhet – i ett nummer från 1963 finns bilder på hur de anställda klätt ut sig till företagets produkter på festen. Cederroth hade även ett fotbollslag i korpserien och resultat och referat från matcherna fick ofta utrymme i tidningen. Tidningen gavs ut fram till 1979.

## Viktiga årtal
1895 - Christian Cederroth bildar Cederroths Tekniska Fabrik. Första produkten är ett slags maltkaffe som får namnet St. Bravo.

1901 - Cederroths Tekniska Fabrik går i konkurs, men startar upp igen knappt ett år senare.

1908 - Första butiken, Cederroths Fabriksbod, öppnar på Västerlånggatan i Stockholm.

1923 - Naturläkemedlet Samarin lanseras och blir under lång tid den enda produkten i företagets sortiment.

1947 - Plåstret Salveplast (senare Salvequick) lanseras.

1954 - Personaltidningen "Vi Cederrötter" ges ut för första gången.

1961 - Huvudkontoret flyttas från Sveavägen i centrala Stockholm till Sorterargatan i förorten Vällingby. Fabriken på Luntmakargatan åker med. Allt under ett tak.

1973 - Än en gång flyttar huvudkontoret, denna gång till Upplands Väsby norr om Stockholm. Där är man än idag (2019).

1984 - Den nordiska sammanslutningen Cederroth Nordic börsnoteras.

1991 - Aktiemajoriteten i Cederroth köps av amerikanska Alberto-Culver Company och namnet ändras till Cederroth International.

1995 - Företaget Mölnlycke Toiletries förvärvas och tillför ett antal produkter till Cederroths sortiment.

2010 - Det polska kosmetikföretaget Dermika förvärvas, liksom varumärket LDB.

2015 - Cederroths såldes till Orkla